# Steinreihe von Langenbach
Die Steinreihe von Langenbach ist eine Steinreihe bei Langenbach, einem Gemeindeteil von Geroldsgrün im Landkreis Hof in Bayern. Ihre Zeitstellung ist nicht gesichert; sie könnte aus vorgeschichtlicher Zeit stammen, aber auch aus der Neuzeit.

## Lage
Die Steinreihe befindet sich westlich von Langenbach am Rand eines Felds, etwa 300 m südlich einer weiteren, als Zwölf Apostel bezeichneten Steinreihe.

## Beschreibung
Die Steine bestehen aus Diabas, einem Basalt-Gestein. Sie bilden eine 13 m lange, annähernd nordwest-südöstlich verlaufende Reihe, die parallel zu einem überwachsenen Steinwall liegt. Von Nordwesten nach Südosten weisen die fünf Steine folgende Maße auf:
| Nr. | Höhe  | Breite | Dicke |
| --- | ----- | ------ | ----- |
| 1   | 91 cm | 50 cm  | 31 cm |
| 2   | 76 cm | 62 cm  | 37 cm |
| 3   | 82 cm | 62 cm  | 20 cm |
| 4   | 30 cm | 40 cm  | 80 cm |
| 5   | 20 cm | 60 cm  | 91 cm |

Die beiden südwestlichen Steine stehen nicht mehr aufrecht. Sie liegen in etwas größerem Abstand zu den drei stehenden Steinen, welche einen nur 3,5 m langen Teilabschnitt bilden. Eine vorgeschichtliche Einordnung der Steinreihe ist nicht gesichert. Es könnte sich auch lediglich um eine mittelalterliche oder sogar neuzeitliche Weidebegrenzung handeln. Eine archäologische Untersuchung, die diese Frage klären könnte, hat bislang nicht stattgefunden.